# Hanns Backes
Hanns Backes (* 1. Februar 1925 in Kaldenkirchen; † 6. August 2015 in Dülken) war ein deutscher Lehrer und Politiker (CDU).

## Leben

### Werdegang und Beruf
Hanns Backes wurde als 17-jähriger Gymnasiast 1942 nach einem Notabitur zur Kriegsmarine eingezogen und war bis Ende des Zweiten Weltkrieges Soldat. Nach seiner Abiturnachprüfung ließ er sich in einem sechswöchigen Kursus zum Schulhelfer ausbilden und unterrichtete ein Jahr lang an einer Volksschule. Danach absolvierte er das Lehrerstudium und war in Bracht, Leuth und Lobberich tätig, bevor er 1949 an die Volksschule Kaldenkirchen wechselte. 1954 ging er an die Realschule seines Heimatortes, die seit 1952 in einem Neubau in der Severusstraße in Kaldenkirchen untergebracht war. Er unterrichtete hauptsächlich Deutsch und Erdkunde, daneben auch Mathematik und Sport. Mit 38 Jahren wurde er 1963 einer der damals jüngsten Realschuldirektoren in Nordrhein-Westfalen und leitete die Städtische Realschule Kaldenkirchen über fast zwei Jahrzehnte, in denen er sie von der Einzügigkeit zur Vierzügigkeit brachte.

### Kommunalpolitiker
Backes trat 1949 in die CDU ein. Drei Jahre später ließ er sich als 27-Jähriger in den Kaldenkirchener Stadtrat wählen, nach eigener Aussage um die Schulpolitik besser gestalten zu können. Von 1956 bis 1970 war er Vorsitzender der CDU-Fraktion im Stadtrat. Anfang der 1960er Jahre war Backes maßgeblich in die Verhandlungen involviert, die zum Bau des Schul- und Sportzentrums an der Buschstraße in Kaldenkirchen führten. Mit der Regionalreform 1970 wurde Kaldenkirchen in die Stadt Nettetal eingegliedert. Ab März 1970 gehörte Backes dem Parlament des Kreises Kempen-Krefeld an, wo er Vorsitzender des Schulausschusses wurde und sich als Förderer des Realschulwesens im Kreis profilierte. Er machte sich auch als „Pate“ der seit 1961 bestehenden Kreismusikschule einen Namen. Von 1973 bis 1975 war er zugleich Mitglied des Rates der Stadt Nettetal. Nach Auflösung des Kreises durch die Gebietsreform von 1975 blieb er bis 1999 Mitglied im Kreistag des neuen Kreises Viersen.

### Landrat
Von Mai 1975 bis 1999 war Backes der erste ehrenamtliche Landrat des Kreises Viersen nach der kommunalen Neugliederung, mit damals 260.000 Einwohnern. In der Funktion als Aufsichtsratsvorsitzender der Wirtschaftsförderungsgesellschaft für den Kreis Viersen (WFG) bündelte er die Aktivitäten der Gemeinden im Bereich der Wirtschaftsförderung und konnte über zwanzig japanische Unternehmen im Kreis ansiedeln. Das auf Backes’ Initiative hin im Zusammenwirken von Berufsschulen, Berufsorganisationen und Unternehmen aufgebaute Berufliche Weiterbildungswerk bot verschiedene Nachqualifikationen für junge Arbeitnehmer an.
Außerdem förderte er den Radverkehr im Kreis und rief in diesem Zusammenhang eine regelmäßige Tour unter dem Motto Fahr Rad mit dem Landrat ins Leben. Diese sogenannte Landratstour wurde erstmals im Jahr 1981 mit rund 350 Teilnehmern durchgeführt. Die zehnte Tour im August 1996 mit fast 600 Mitradelnden war die letzte Landratstour unter seiner Schirmherrschaft. Bis heute bietet der Kreis Viersen jeweils von April bis September eine vom Amt für Bauen, Landschaft und Planung ausgearbeitete „Radroute des Monats“ an. Die Radroute des Monats Juli 2022 wurde zum Andenken an Hanns Backes gestaltet.

### Landtagsabgeordneter
Vom 29. Mai 1980 bis zum 31. Mai 1990 war Backes Mitglied des Landtags NRW. Er wurde im Wahlkreis 57 (Viersen II) zweimal direkt gewählt. Schwerpunkte seiner parlamentarischen Arbeit waren wiederum das Schul- und Sportwesen. Von 1980 bis 1995 regierten in NRW reine SPD-Regierungen (Rau II, Rau III, Rau IV). Von 1980 bis 1985 (9. Wahlperiode) war die CDU einzige Oppositionspartei; von 1985 bis 1990 (10. Wahlperiode) waren CDU und FDP die Oppositionsparteien. Backes war stellvertretender Vorsitzender des Sportausschusses und gehörte auch dem Kommunalpolitischen Ausschuss an.

### Persönlichkeit
Er war mit Trude Backes geb. Schweikert verheiratet, mit der er zwei Söhne hatte und in Kaldenkirchen lebte. Mit seinen Söhnen unternahm er bis in die 1990er Jahre hinein einmal jährlich eine Segeltour durch verschiedene Meere. Der ältere Sohn Thomas ist Baudezernent in Coesfeld, der jüngere Chris Backes Hochschullehrer in Utrecht.
Hanns Backes engagierte sich auch sozial und bürgerschaftlich in seinem Heimatort: Er leitete die Jugendabteilung des örtlichen Turn- und Spielvereins TSV Kaldenkirchen und war nach der kommunalen Neugliederung 30 Jahre lang Vorsitzender des Bürgervereins Kaldenkirchen, dessen Ehrenvorsitz er bis zu seinem Tod innehatte. Bei einem Empfang zum 90. Geburtstag des Altlandrats überreichte ihm sein Nachfolger Peter Ottmann (CDU) am 27. Februar 2015, wenige Monate vor seinem Tod, eine Gedenk-Collage. Backes gehörte wie Ottmann dem Lions-Club an. Er wurde für seine Bürgernähe und sein ausgleichendes Wesen geschätzt und galt als unideologischer Pragmatiker. Seine letzten Tage verbrachte er nach längerer Krankheit in einem Hospiz in Dülken. Hanns Backes war römisch-katholisch.

## Ehrungen
Am 19. April 1989 wurde Backes das Bundesverdienstkreuz 1. Klasse verliehen, nachdem er bereits am 12. März 1982 das Bundesverdienstkreuz am Bande erhalten hatte. Zudem erhielt er die Ehrenplakette des Kreises Viersen und wurde am 9. Juni 1985 vom Präsidenten des Deutschen Feuerwehrverbandes mit der Deutschen Feuerwehrmedaille ausgezeichnet.